# Euronext Amsterdam
52°22′27″ пн. ш. 4°53′45″ сх. д. / 52.3742° пн. ш. 4.8957° сх. д.

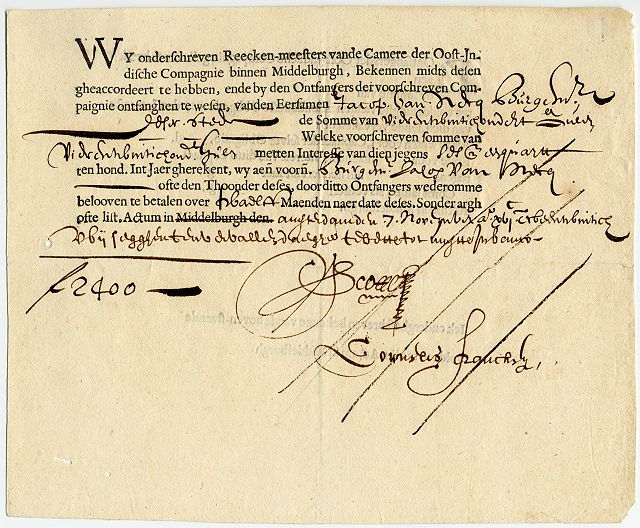
Облігація Ост-Індська компанія від 1623

Euronext Amsterdam — фондова біржа у Амстердамі, Нідерланди. Раніше називалась Амстердамська фондова біржа (нід. Amsterdamse effectenbeurs).
У вересні 2000 р. вона злилась з Брюссельською фондовою біржею і Паризькою фондовою біржею, утворивши компанію Euronext, і відому також як Euronext Amsterdam.

## Історія
Вважають, що Амстердамська фондова біржа — найстарша у світі. Вона була утворена ще у 1602 році.

## Інтернет-джерела
- Euronext Amsterdam website
- The oldest share [Архівовано 22 червня 2020 у Wayback Machine.] in the world, issued by the Dutch East India Company, 1606.